# Agnes Dunbar
Agnes Dunbar (* um 1340; † nach 1390) war eine schottische Adlige und Mätresse des Königs David II. von Schottland. 

## Biographie
Die Abstammung von Agnes ist umstritten. Wahrscheinlich war sie eine Verwandte von Patrick Dunbar, 8. Earl of Dunbar (1285–1369), und seiner Frau Lady Agnes Randolph (1312–1369), genannt Black Agnes, vermutlich war sie eine Tochter von Sir Patrick Dunbar († 1357), einem Halbbruder des Earls.
Agnes war Hofdame bei Königin Johanna. Vor 1369 wurde sie die Mätresse des schottischen Königs David II. Sie erhielt zunächst vom König eine jährliche Pension von 60 Mark. Im Februar 1371 wollte der König sie offenbar heiraten, da auch seine zweite Ehe mit Lady Margaret Drummond kinderlos geblieben war. Er gewährte ihr eine jährliche, lebenslange Pension von 1000 Mark für ihre Aussteuer und für ihren Schmuck, starb aber elf Tage später. Nach dem Tod des Königs heiratete Agnes 1372 Sir James Douglas of Dalkeith (1330–1420). Aus der Ehe gingen sieben Kinder hervor.